# Metanema striolata
Metanema striolata är en fjärilsart som beskrevs av William Schaus 1912. Metanema striolata ingår i släktet Metanema och familjen mätare. Inga underarter finns listade i Catalogue of Life.